# 朱莉娅·里齐
朱莉娅·里齐（義大利語：Giulia Rizzi，1989年6月20日—），意大利女子击剑运动员，2009年夏季世界大学生运动会女子重剑团体铜牌得主、2015年欧洲运动会女子重剑团体铜牌得主、2024年夏季奥林匹克运动会女子重剑团体金牌得主。